# Мудьюгский
Му́дьюгский (Му́дьюг) — остров в юго-восточной части Двинской губы. Вместе с островами Никольская Коса и Голая Кошка отделяет губу Сухое Море, расположенную вблизи устья реки Северная Двина, от остальной части Двинской губы.
Остров песчаный, низменный, средняя часть покрыта кустарником и хвойным лесом. Восточный и южный берега безлесные и сплошь покрыты дюнами, поросшими мхом и травой. Вытянут в меридиональном направлении вдоль Зимнего берега Белого моря, длина около 12 км, ширина 1—3 км, площадь — около 30 км². Южная оконечность находится примерно в 40 км от центра Архангельска. Возле острова на восточном берегу Сухого Моря находится устье реки Мудьюга.
Административно относится к территории Приморского района Архангельской области.

## Описание
Западный берег острова — отмель. К западу от острова находится мелководный Берёзовый бар, через который прорыт канал, носящий название Входной фарватер и являющийся северной частью Главного фарватера протяжённостью 40 морских миль, по которому в порт Архангельск проходят крупные суда. Входной фарватер проходит далее между южной оконечностью острова (мыс Южный) и осушающейся мелью Кошка-Скандия, затем к устью северодвинской протоки Маймакса.
К востоку от острова находится обширное обсыхающее мелководье — губа Сухое Море. На острове расположен маяк Мудьюгский на каменной башне высотой 40 м, открытый в 1838 году. При маяке имеются служебные и жилые здания, радиомаяк, девиационный радиомаяк, радиолокационный маяк-ответчик и звукосигнальная установка, которая находится в 220 м к юго-юго-западу от маяка. На острове организован пожарно-спасательный пост (с 2007 года).
Почвы преимущественно песчаные, поросшие сосняком. Обширные (до нескольких квадратных километров) участки верховых болот. Посередине западного берега — обширные тростниковые марши. Реки и ручьи отсутствуют.
Музей Мудьюгского концентрационного лагеря 1918—1920 годов в составе Архангельского областного краеведческого музея. На южной оконечности острова Мудьюгский стоит гранитный обелиск высотой 24 м, увенчанный звездой, — памятник «Жертвам интервенции», открытый 12 августа 1928 года.
В 6,5 морской мили к западо-юго-западу от северной оконечности острова находится Мудьюгский радиодевиационный полигон, предназначенный для судов с осадкой до 8,1 м.
На острове найдены редкие для данного региона виды растений — лютик гиперборейский (Ranunculus hyperboreus), ситник стигийский (Junus stygius), небольшие заросли руппии морской (Ruppia maritima). Последние 2 вида внесены в приложение к Красной книге России — список бионадзора. В настоящее время на острове создан Мудьюгский ландшафтный заказник.
Археологи обнаружили на Мудьюге крупнейшее среди беломорских островов поселение эпохи ранней бронзы, представленное остатками более 40 жилищ, углублённых в землю. Исторический памятник «Мудьюг-1» (II—I тыс. до н. э.) располагается на площади 80 тыс. м². В историко-природный заповедник входят территории с памятником жертвам политических репрессий, уцелевшими остатками строений концентрационного лагеря и ссыльно-каторжной тюрьмы.

## История

### Бой с англичанами
На Мудьюге 1 августа 1918 года начался решающий бой с англичанами перед захватом Архангельска. Когда на предложение английской эскадры сдаться Мудьюг ответил отказом, британский лёгкий крейсер «Аттентив» начал обстрел батареи под командованием Попова и Петренко, была произведена бомбардировка с гидроплана, который также сбросил пачку прокламаций на оборонявшихся. Скоро 6 орудий батареи из 8 были повреждены, но несколькими удачными выстрелами из дальнобойных пушек удалось нанести урон и крейсеру. Шрапнелью были убиты несколько человек на батарее, в том числе её командир Кукин. От бомбы, сброшенной с гидроплана, загорелся пороховой склад. Подавив батарею, англичане начали готовиться к десанту с севера, спуская на воду катера. Уцелевшие защитники во главе с начальником обороны Мудьюга Осадчим выступили на южную оконечность острова, где погрузились на подошедший буксир и переправились в Архангельск, всю дорогу преследуемые гидропланом.

### Концлагерь

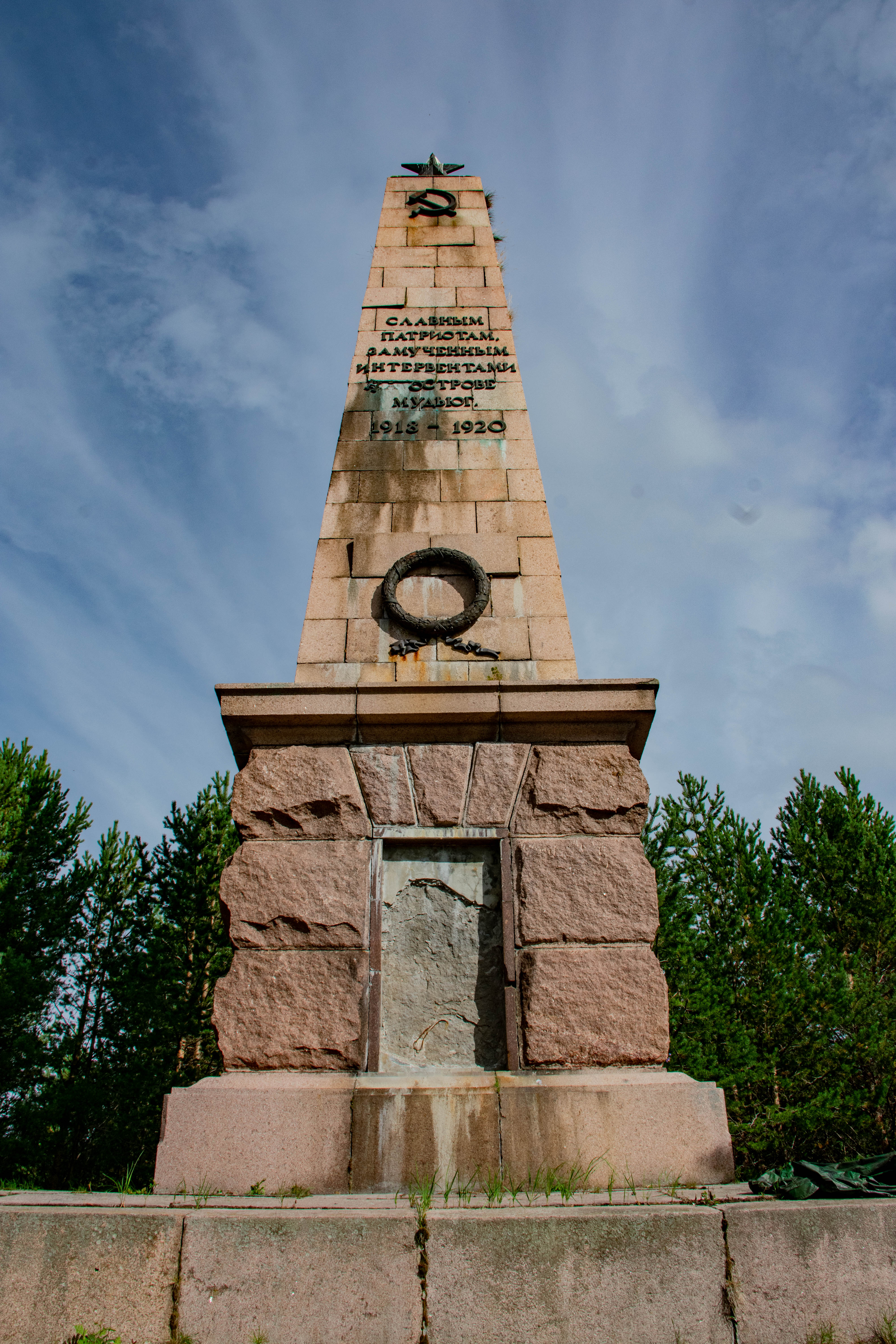
Памятник жертвам Мудьюгского концентрационного лагеря

23 августа 1918 года на острове интервентами был создан концентрационный лагерь — сначала как лагерь для военнопленных, со 2 июня 1919 года как ссыльно-каторжная тюрьма. Из-за этого Мудьюг получил прозвание «остров смерти». В концлагере содержались, в частности, такие деятели Советской власти, как председатель профсоюза лесопромышленных рабочих и служащих Н. В. Левачёв, комиссар Архангельской дивизии Г. И. Поскакухин, председатель Шенкурского уездисполкома, член Архангельского губисполкома, делегат V Всероссийского съезда Советов Георгий Иванов, председатель Архангельского уездного Совета П. П. Стрелков, председатель Архангельского горисполкома А. А. Гуляев и другие. Писатель и профсоюзный деятель П. П. Рассказов, оставил незавершенными записки, посвящённые его пребыванию в статусе заключённого на Мудьюге. Эти записки были использованы при написании книги, изданной после смерти Рассказова от его имени.
Всего, по подсчётам историков, на Мудьюге в качестве заключённых было свыше тысячи человек, из них расстреляно и погибло от болезней свыше 200 человек.
Существуют разные версии о том, какими были условия содержания заключённых в лагере, кем были его обитатели (как задержанные, так и охранники), сколько людей в нём погибло и т. д. Музей, посвящённый погибшим в лагере людям, был закрыт из-за отсутствия посетителей и необходимой инфраструктуры. Историческим фактом не являются сведения о том, что комендантом лагеря был Эрнест Эдуардович Бо, его деятельность и характеристики различаются в зависимости от того, кто автор того или иного высказывания в художественных произведениях.

### Музей и письмо комсомольцев
В 1934 году на острове был открыт Музей революции Северной области, который в 1938 году был объединён с Архангельским областным краеведческим музеем и стал называться музеем «каторги». В 1940 году он был законсервирован из-за размещения на острове воинской части системы ПВО.
В августе 2017 года в правительстве Архангельской области собрались некоторые участники памятной закладки полувековой давности. Капсула с письмом молодежи на острове Мудьюг была утеряна. Но текст ее сохранился, он был опубликован в молодежной прессе пятьдесят лет назад.
23 июня 1967 г. на острове побывали участники второго Архангельского областного слёта комсомольцев и молодёжи — около 500 победителей похода по местам революционной, боевой и трудовой славы советского народа, которые оставили капсулу с посланием молодежи 2017 года. Сама капсула была замурована под плитой у основания памятника «Славным патриотам, замученным интервентами на острове Мудьюг. 1918—1920» на земле, привезенной участниками слёта с самых священных мест — полей сражений красноармейцев и партизан, с братских могил. Текст послания был опубликован в молодёжной областной газете.
«Дорогие ровесники XXI века! К вам обращаемся мы — поколение молодых северян шестидесятых годов XX столетия. Мы пишем вам в год, когда наша Родина отмечает 50-летие Советской власти, от имени 120-ти тысяч комсомольцев, которые во всех концах нашего края героически трудятся во имя счастья людей, во имя мира на планете, во имя коммунизма. Молодёжь нашей области дарит вам, юность XXI века, Коряжму, превращенную нами из маленькой деревни в современный город за десять лет; Северодвинск, построенный нами там, где были болота; гиганты лесохимии Севера — Котласский, Соломбальский, Архангельский комбинаты. Вам уже не придется увидеть деревянные кварталы и мостовые Архангельска. Наше поколение сегодня преображает город. Весь Архангельск — кипящая стройка, и мы — всегда на лесах ее. В тайге и топях ведем мы трассу железной дороги Архангельск — Карпогоры, геологи нашли нефть в тундре. Энтузиазм, великое желание преобразить свой край — главное наше стремление.
Сегодня мы пришли на священную землю острова Мудьюг, политую кровью славных сынов, пролетариев и крестьян Севера, замученных в белогвардейских застенках. Обнажи голову и вспомни о несгибаемом мужестве, о жизни, отданной за наше и ваше счастье! Мы знаем, что вы будете жить лучше нас, совершите подвиги в мировой галактике и сделаете прекрасной нашу землю. Мы немножко завидуем вам, встречающим столетний юбилей Советской Родины. Но знаем, что и вы позавидуете нам, нашему беспокойному молодому поколению. У нас ясная цель, прекрасное будущее, много дел. Есть где приложить руки, ум, сердце, энергию. И в этом — наше счастье».
Музей на Мудьюге вновь был открыт 15 июня 1973 года. В 1982 году там прошли восстановительно-ремонтные работы.

### Ликвидация музея
После распада СССР музей получил ярлык «коммунистической пропаганды». Мемориальный комплекс работал до 1993 года, затем экскурсии были прекращены.
В 1998 году Архангельский областной комитет по культуре исключил концлагерь из реестра памятников истории и культуры, тогда же был закрыт теплоходный маршрут на остров. Одновременно власти начали подготовку к визитам в Архангельск высоких гостей из Великобритании к 60-летию союзнического конвоя «Дервиш». Были приведены в порядок захоронения британских интервентов. Сообщалось, что музей находится в состоянии консервации, однако это не так: почти все постройки и артефакты пришли в негодность. 25-метровый обелиск раскачивается, барельефы с его стелы упали, надгробия расстрелянных по состоянию на сентябрь 2020 года свалены в кучу.
10 мая 2012 года в связи с оптимизацией численности и утверждением новой структуры отдел «Мудьюгский» был исключен из штатного расписания Архангельского краеведческого музея.

## Проект глубоководного порта
В районе острова Мудьюг в северной части губы Сухое море планировалось строительство Архангельского глубоководного порта, в который круглогодично могли бы заходить крупнотоннажные суда водоизмещением до 100 тыс. тонн и осадкой до 17 метров. В 2017 году районом строительства глубоководного порта было выбрано место севернее Мудьюга, расположенное в 3 км к северо-западу от устья реки Куи.